# Calochortus lyallii
Calochortus lyallii är en liljeväxtart som beskrevs av John Gilbert Baker. Calochortus lyallii ingår i släktet Calochortus och familjen liljeväxter. Inga underarter finns listade.

## Bildgalleri

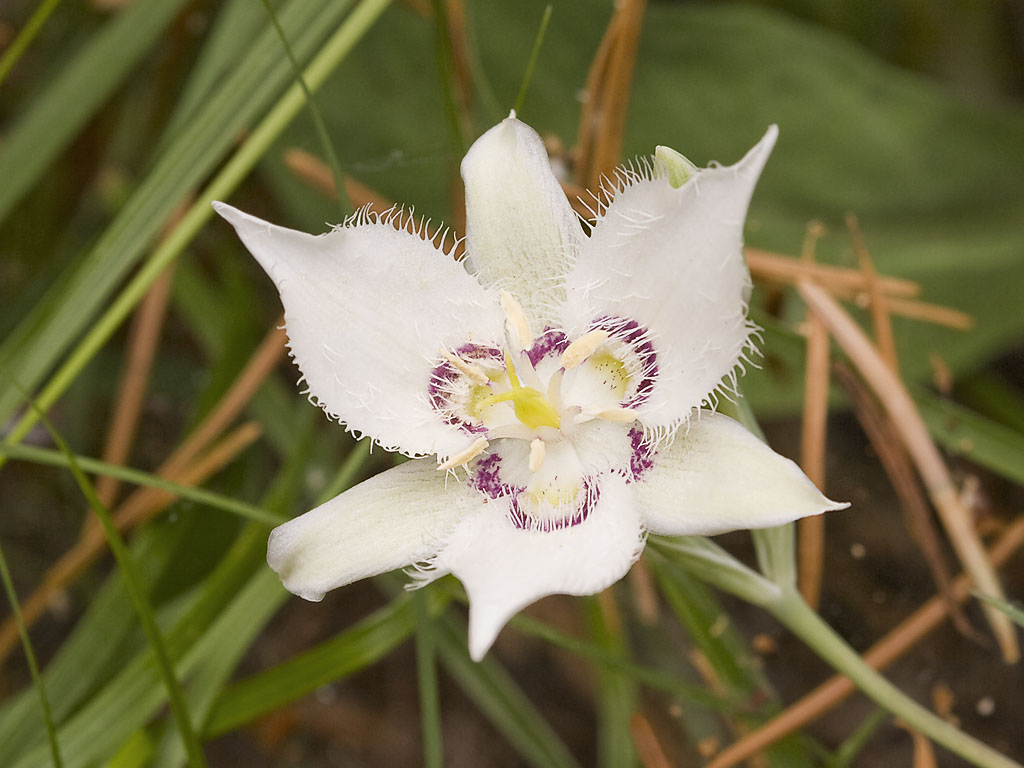